# L'Étincelle d'or
 (août 2025).
Motif : Absence de sources depuis 2012
- Archive Wikiwix
- Bing
- Cairn
- DuckDuckGo
- E. Universalis
- Gallica
- Google
- G. Books
- G. News
- G. Scholar
- Persée
- Qwant
- (zh) Baidu
- (ru) Yandex
- (wd) trouver des œuvres sur Wikidata

| 1. | Préciser le motif de la pose du bandeau. | Précisez le motif de la pose du bandeau en utilisant la syntaxe suivante : {{admissibilité à vérifier\|date=août 2025\|motif=remplacez ce texte par le motif}}                        |
| 2. | Informer les utilisateurs concernés.     | Pensez à avertir le créateur de l'article, par exemple, en insérant le code ci-dessous sur sa page de discussion : {{subst:avertissement admissibilité à vérifier\|L'Étincelle d'or}} |

L'Étincelle d'or est un roman fantastique d'Éric Boisset paru aux éditions Magnard en 2012  (ISBN 978-2-210-96936-0).

## Résumé
Le livre raconte l’histoire de Chadi Medawar, un jeune surdoué issu d'un milieu très aisé, qui arrive du Liban pour s'installer en France avec son père médecin et sa mère. Ses recherches le conduisent à mettre au point une prodigieuse invention : les « dulcophytes », des bonbons qui poussent sur des plantes. Ces bonbons ne sont pas de simples friandises, ils ont la capacité de transmettre des émotions, voire des connaissances, à celui qui les mange. Chadi partage ses incroyables découvertes avec Erwan un camarade du collège devenu son ami. En parallèle, une autre intrigue se dessine : Bachir, le chauffeur de la famille, est rattrapé par son passé de milicien au Liban...

## Analyse
L'Étincelle d'or est d’abord une histoire d’amitié et d’apprentissage de la tolérance. Tout oppose les deux garçons : Chadi est riche, habite un domaine incroyable et est érudit tandis qu'Erwan est pauvre, il vit seul avec sa mère dans une cité en banlieue et a une intelligence normale. Pourtant, très vite, entre les deux fils uniques, une amitié incroyable voit le jour. Ce lien va être renforcé par un projet secret sur lequel travaille intensément Chadi. Références érudites, documentation politique, étude de caractères et références aux classiques de la littérature française alternent dans ce roman aux dialogues vifs et drôles et aux personnages particulièrement bien silhouettés. C'est un roman explosif, surprenant et prenant jusqu'au point final.